# Triaina isodonte
Triaina isodonte är en kräftdjursart som beskrevs av Just 2009. Triaina isodonte ingår i släktet Triaina och familjen Janirellidae. Inga underarter finns listade i Catalogue of Life.